# Je ne voudrais pas être un homme
Pour plus de détails, voir Fiche technique et Distribution.
Je ne voudrais pas être un homme (Ich möchte kein Mann sein) est un moyen-métrage allemand réalisé par Ernst Lubitsch sorti en 1918.

## Synopsis
Une jeune femme pleine d'énergie et sans beaucoup de manières, Ossi, est bridée par sa gouvernante et son oncle. Ce dernier part en voyage mais on lui présente un nouveau tuteur, qui se montre encore plus sévère. Constatant que les femmes manquent de liberté, elle décide de s'habiller en homme et se rend chez un tailleur pour commander un habit de soirée.
Elle se rend ainsi vêtue dans une boîte de nuit où elle se fait constamment bousculer par les hommes, mais où elle plaît également aux femmes. Elle y rencontre son tuteur, avec qui elle sympathise, puis flirte. Totalement ivres, et s'embrassant à pleine bouche, ils rentrent en calèche, mais chacun finit la nuit dans le lit de l'autre à la suite d'un quiproquo. Le lendemain matin, Ossi revient chez elle et y trouve son tuteur ; il finit par la reconnaître et ils tombent dans les bras l'un de l'autre, Ossi concluant par les mots : « Je ne voudrais pas être un homme ».

## Fiche technique
- Titre original : Ich möchte kein Mann sein
- Réalisation : Ernst Lubitsch
- Scénario : Hanns Kräly, Ernst Lubitsch
- Chef-opérateur : Theodor Sparkuhl
- Décors : Kurt Richter
- Durée : 43 minutes
- Noir et blanc

## Distribution
- Ossi Oswalda : Ossi
- Curt Goetz : Dr Kersten
- Ferry Sikla : Conseiller Brockmüller
- Margarete Kupfer : la gouvernante
- Victor Janson